# 黑胡子
黑胡子（英語：Blackbeard；1680年—1718年11月22日），本名爱德华·蒂奇（或），生于英国布里斯托尔，是世界航海史上惡名昭彰的海盗之一，在西印度群島及美洲殖民地東岸進行劫掠，其早年生活不可知，他可能在安妮女王戰爭期間成為私掠船上的水手，爾後可確定的是他定居在巴哈馬群島中的新普羅維登斯島，且該島是班傑明·霍尼戈爾德船長的基地之一，而在1716年左右，蒂奇加入班傑明的團隊且被任命為一艘班傑明俘虜的單桅縱帆船的船長，他們劫掠了許多船隻，斯蒂德·邦尼特也曾加入他们，但於隔年1717年，霍尼戈爾德便金盆洗手。
之後蒂奇又俘虜了一艘法籍商船，命名為“安妮女王復仇號”並配備四十門大砲，他成為了一名家喻戶曉的海盜，而他的別名“黑胡子”導源於他那又黑又厚的鬍子及那令人畏懼的臉孔。他曾接受英國王室的赦免，但很快又重返大海。之后，他被弗吉尼亚殖民地總督亚历山大·斯波茨伍德盯上，1718年11月斯伯茲伍德組織了一群士兵及水手試圖抓捕黑鬍子，在激烈的戰鬥中，蒂奇與他的一些同夥被羅伯特·梅納德中尉所率領的水手小隊所殺。
死後，黑鬍子被文藝化，並成為各種以海盜為主題的幻想作品的啟發、靈感來源。

## 历史背景

黑鬍子的旗帜

過去一百多年，英國及西班牙為爭奪海上霸主之位而处于交战状态，兩國的殖民地政府都默許及支持搶劫對方商船的海盜活動。为了削弱西班牙的海上力量，切斷西班牙的海上商路，英国政府鼓勵本国民間商船改裝成私掠船，以類似傭兵的形式在海上打劫西班牙的商船，因此海上的搶劫行為得以合理化。
1701年，西班牙王位继承战争爆发，为争夺西班牙王位，神圣罗马帝国、荷蘭、勃蘭登堡、葡萄牙等國組成反法同盟，对阵法國、西班牙、巴伐利亞、科隆等国。在這場戰爭中，英國繼續利用私掠船打擊敵國的海上貿易，而此時的黑胡子已經加入霍尼戈爾德的流浪者號，成為一名普通水手。这场大战中英国的私掠海盗成功破壞敵方。1714年，战争以法国波旁王朝获得西班牙王位告终。停战后，英国政府向本国的私掠船收回早前颁发的私掠许可证，但當時有些私掠海盜已經習慣了海上搶奪的富裕生活，不願解甲上岸或是在大洋上从事合法的贸易运输，年轻的海盗黑胡子最初便繼續在霍尼戈爾德的流浪者號上当水手。

## 生平

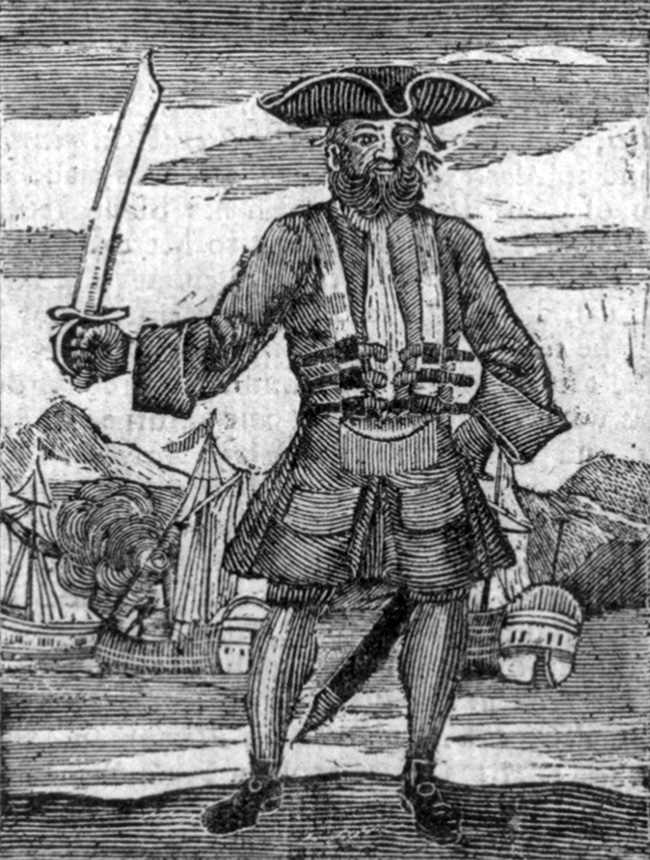
《海盜通史》中的黑鬍子像

### 早年
黑鬍子的出身不詳，死時大概35至40歲，據此推算其生日應該在1680年左右。他的姓有多種寫法，包括Thatch、Thach、Thache、Thack、Tack、Thatche和Theach。海盜們習慣使用假名，以免玷污家族榮譽，因此黑鬍子的真名已無人知曉。

### 在新普羅維登斯
英國海盜亨利·詹寧斯在18世紀初期以尚無人居住的新普羅維登斯島為據點展開海盜活動。此地港口可以容納上百艘船隻，但英國皇家海軍的軍艦因吃水太深而無法進入，因此成為了海盜們理想的避風港
在乌德勒支条约簽署後的某一天，黑鬍子自牙買加前往普羅維登斯。大約在1716年，黑鬍子加入了本傑明·霍尼戈爾德的海盜團。同年黑鬍子截獲一艘單桅帆船，霍尼戈爾德將它賞賜給了黑鬍子。1717年初，霍尼戈爾德和黑鬍子各駕一艘船前往大陸。黑鬍子截獲了一艘自马德拉群岛駛往查爾斯港的船，船上載有马德拉酒，黑鬍子因此迷上了這種酒。1717年9月黑鬍子在查爾斯角截獲貝蒂號（Betty）之後，只搶走了船上的馬德拉酒，然後就鑿沉了這艘船。
這時的黑鬍子的船上已有6門大炮和大約70名船員。黑鬍子和霍尼戈爾德後來又遇見了剛變成海盜的斯蒂德·邦尼特，邦尼特的船員（大約70人）不聽他的使喚，因此在邦尼特的授意下，黑鬍子接手了他的復仇者號（Revenge）。加上他原先那艘船，現在黑鬍子已經有兩艘船了。1717年10月他和霍尼戈爾德又截獲了一艘小船。

### 獨立
1717年末霍尼戈爾德失勢。黑鬍子是否與此事有關已無法確定，不久後霍尼戈爾德便金盆洗手。黑鬍子接手了他的游侠號（Ranger）和另一艘單桅帆船。
11月28日，黑鬍子麾下的兩艘船在圣文森特岛附近夾擊了法國商船和諧號（La Concorde），殺死了對方的幾名船員，迫使對方投降。和諧號上載著的是非洲黑奴，黑鬍子可能還招募了其中的一些人，但絕大部分奴隸都被留在了島上。
黑鬍子把和諧號改名為安妮女王復仇號，搭載了40門大炮，原先他駕駛的復仇者號則交給了他的副手理查茲。11月末，在文森特島附近，黑鬍子襲擊了大艾倫號（Great Allen）。這是一艘裝有32門大炮的商船，黑鬍子奪取船隻之後將其燒毀。

### 查爾斯頓之圍
1718年5月時黑鬍子的勢力達到頂峰，自稱“Commodore”。當月末，他的船隊圍困了無人守備的南卡羅萊納省的查爾斯頓，時間長達五至六日。期間大約有九艘船經過查爾斯頓灣的船隻遭到襲擊和控制。其中一艘叫做克羅利號（Crowley）的船上載有一名名叫薩繆爾·雷格（Samuel Wragg）的政府官員，黑鬍子向他索要藥品補給，并威脅到如果不能如願將燒毀所有船隻、殺死所有俘虜并傳首給總督。
雷格答應了黑鬍子的要求，他和兩名海盜及一名叫做馬克思（Marks）的男士有兩天時間來完成此任務。三天後馬克思派來一名信使，說由於自己的船翻了無法如約，因此黑鬍子又給了他兩天時間，然而仍舊沒人回來。後來發現是同去的兩名海盜酗酒誤事，馬克思也終於將藥品帶回。在搶走俘虜們隨身的貴重物品（包括衣物）之後，黑鬍子將他們放生。

### 上桅帆灣
在查爾斯頓的時候，黑鬍子聽說英國政府派伍兹·罗杰斯率領幾艘軍艦前來肅清西印度群島的海盜，因此駕駛的安妮女王復仇號前往北卡羅來納上桅帆灣（Topsail Inlet，今博福特灣）暫避風頭。他們本打算趁機把船倾侧來清理船壳，但6月10日擱淺，主桅遭到嚴重破壞。黑鬍子試圖用其他的船把安妮女王復仇號拖回海里，但沒能成功。
還待在他船上的斯蒂德·邦尼特得悉北卡羅萊納省總督查爾斯·伊登可以給予自己免罪狀，因此駕駛一艘小船去領免罪狀了。但是回來之後發現黑鬍子已經把他的復仇者號洗劫一空，他本想復仇，但最終沒能找到黑鬍子，不久後遭逮捕并絞死。
黑鬍子換乘了別的船，前往奥克拉科克灣（Ocracoke Inlet），伊登答應也讓黑鬍子轉正成私掠者。但8月黑鬍子重操舊業，而與此同時，賓夕法尼亞總督頒發了黑鬍子的通緝令。

### 戰死
黑鬍子在奧克拉科克灣曾与查爾斯·范恩、棉布杰克等海盗进行接触。宾夕法尼亚總督派了两艘军舰前去逮捕黑胡子，但以失败告终。作為一個直轄殖民地總督，弗吉尼亚总督亚历山大·斯波茨伍德不相信宾夕法尼亚這樣的專有殖民地總督有能力逮捕黑鬍子，於是自己开始筹划派遣军队前去逮捕黑胡子。
斯波茨伍德獲悉安妮女王復仇號的舵手威廉·霍華德（William Howard）的住處，他逮捕了霍華德。但由於新王喬治一世並沒有給予殖民地總督私自審判犯人的權力，霍華德的律師約翰·霍洛威（John Holloway）稱這次逮捕實屬非法，並要求500鎊賠償。
斯波茨伍德的手下辯稱威廉三世確曾給予總督這樣的權利，最終霍華德被判絞刑。雖然後來倫敦傳來消息稱1718年7月之前投降的海盜都應不予追究，霍華德也得以逃生，但斯波茨伍德已經從他口中得知了黑鬍子的位置，并決定派人前去緝捕黑鬍子。
這次行动是斯波茨伍德私人资助的，他希望用黑胡子的财宝来抵偿行動开销。斯波茨伍德将莱姆號（HMS Lyme）及珍珠號（HMS Pearl）的船员分为两路，一路由戈登（Gordon）上尉走陆路，一路由梅纳德（Maynard）中尉带领走海路。11月17日，梅纳德得到了33名珍珠号船员，24名莱姆号船员的指挥权，并从弗吉尼亚的科库坦（Kecoughtan）出发，开始沿着詹姆斯河前进。
11月21日晚，黑胡子率领的海盗船在奥克拉科克岛的海湾中与英国皇家海军军舰莱姆號及珍珠號遭遇。在血腥的战斗中，黑胡子被梅纳德中尉的手下所杀。根据梅纳德的验尸结果，黑胡子本人身中五枪、被刺大约二十刀。梅纳德把黑胡子蒂奇的人头挂在军舰的船首斜桅上宣示胜利，其身軀則被丟進水中。

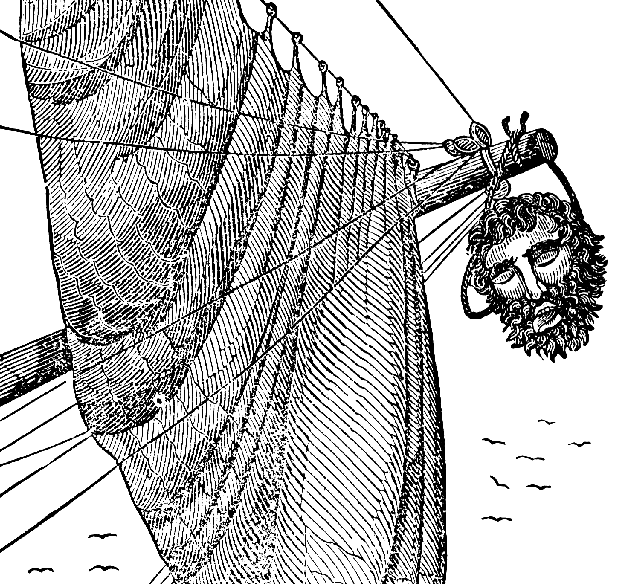
黑胡子的人头悬于梅纳德船长的船头

## 安妮女王復仇號
黑鬍子的船隊共有四艘戰船，安妮女王復仇號（Queen Anne's Revenge）是他的主力戰船。安妮女王復仇號船長在27米到32米之間，配備40門大炮，是當時數一數二的戰船，但在1718年，安妮女王復仇號在北卡羅萊纳州附近的海岸擱淺，隨後黑鬍子亦戰死在英國海軍手下。1997年，安妮女王復仇號的残骸發現於北卡羅萊纳州沿海。

## 寶藏
雖然黑鬍子只活躍了數年，但他已經屯積了大量的財富，只不過下落不明的寶藏一直是一個謎。傳说中他每次藏寶时都會带一名手下，乘其不備时下毒手，然後連人带寶藏一起埋起來，因此一直都沒有人知道他的財富的下落；他本人還曾聲稱「只有魔鬼和我才知道我的財富在哪裡」。當黑鬍子剛死亡後，英軍便迅速搜索了船上試圖找到寶藏，但僅發現了可可豆、葡萄酒等一些貨物。
这些货物在拍卖会上卖了2,238英镑，斯波茨伍德用其中一部分抵消了他自己出的行动经费。而黑胡子人头的400英镑悬赏金则由两艘军舰的船员分掉了。梅纳德中尉并没有因其功绩而升职，随后便消失在历史的疑云中。

## 文化影響
黑胡子的事跡過去一直被改編成各類的電影及小說，近年最為明顯的是日本漫畫家尾田榮一郎在其漫畫《ONE PIECE》中分別讓角色以「白鬍子」愛德華及「黑鬍子」汀奇出現。
2006年电视连续短剧《传奇海盗黑胡子船长》中，由安格斯·麦克法迪恩饰演黑胡子。
2011年電影《加勒比海盗：惊涛怪浪》中，由伊恩·麥克夏恩飾演黑鬍子。他擁有一把可控制船隻的魔法寶劍。他為了爭奪青春之泉而強迫杰克·斯派罗船長作為其嚮導，最後因為傑克的「不小心」而死。
2013年遊戲《刺客教條IV：黑旗》中，與主角愛德華·肯威和其他海盜聚集在拿索。遊戲中本名為艾德華·薩奇，後被英軍誤植為艾德華·蒂奇。在自己的基地被英軍圍剿後，他在肯威搶奪一艘主力戰艦時身中多傷死亡，儘管主角想去救他。
在《波西傑克森—妖魔之海》一書中為希臘戰神阿瑞斯之子，被女巫賽西變為天竺鼠300多年，後由安娜貝斯釋放，僅出場客串半章節-水療渡假村。
2015年電影《潘恩：航向夢幻島》中亦有登場，由休·傑克曼飾演，為反派角色，希望獲得永生。
黑胡子在手機遊戲《Fate/Grand Order》之中以「Rider」的職階登場，並出人意料地成為了一名ACG愛好者，寶具是其生前的海盜船「安妮女王的復仇」。

## 外部連結
- 互联网电影数据库上黑胡子的资料（英文）